# Cristina Bianchino
Cristina Bianchino (Roma, 18 aprile 1968) è una giornalista e conduttrice televisiva italiana.

## Biografia
È nata il 18 aprile 1968 a Roma, fin dall'adolescenza ha mostrato un'inclinazione per il giornalismo. Ha conseguito il diploma presso il liceo classico a Roma. Dopo la maturità classica si è iscritta presso la facoltà di scienze della comunicazione, dove alcuni anni dopo ha conseguito la laurea. Dal 9 settembre 2003 è giornalista professionista, dopo che il 10 luglio 1996 si è iscritta all'albo dei giornalisti e nello stesso periodo è stata anche giornalista pubblicista. Ha iniziato a lavorare come conduttrice televisiva in programmi sportivi e di intrattenimento, poi ha anche lavorato come conduttrice e inviata radiofonica per Tele Radio Stereo, RDS e Rai Isoradio, e come autrice televisiva firmando programmi come A tu per tu e Vivere meglio.
Successivamente ha lavorato come redattrice per il programma domenicale in onda su Canale 5 Buona Domenica e giornalista d'approfondimento al settimanale Terra!. Dopo aver lavorato in questi ultimi programmi, ha iniziato a lavorare per la redazione del programma Verissimo, dove è rimasta per circa cinque anni. Dal 2006 è stata assunta presso la redazione del TG5 di Roma, sotto la direzione di Clemente Mimun, dove dal 2006 al 2009 ha condotto l'edizione della notte del TG5, dal 2012 al 2022 ha condotto l'edizione Flash in onda alle 10:50, dal 2012 conduce l'edizione delle 8:00 del TG5, dal 2015 al 2018 ha condotto l'edizione delle 13:00, mentre dal 2022 prima dell'edizione delle 8:00 conduce anche il TG5 Prima Pagina; e oltre alla conduzione del telegiornale ricopre anche il ruolo di inviata.

## Programmi televisivi
- Buona Domenica (Canale 5, 1996)
- A tu per tu (Canale 5, 2000)
- Terra! (Canale 5)
- Vivere meglio (Rete 4, 2001-2012)
- Verissimo (Canale 5)
- TG5 Notte (Canale 5, 2006-2009)
- TG5 Flash (Canale 5, 2012-2022-2025)
- TG5 Mattina (Canale 5, dal 2012)
- TG5 Prima Pagina (Canale 5, dal 2022)
- TG5 Giorno (Canale 5, 2025)

## Redazioni
- Tele Radio Stereo
- RDS
- Rai Isoradio
- Buona Domenica (Canale 5, 1996)
- A tu per tu (Canale 5, 2000)
- Terra! (Canale 5)
- Vivere meglio (Rete 4, 2001-2012)
- Verissimo (Canale 5)
- TG5 (Canale 5, dal 2006)